# Czachówek Górny
Czachówek Górny – przystanek osobowy PKP Polskich Linii Kolejowych w Bronisławowie, w gminie Prażmów, w powiecie piaseczyńskim, w województwie mazowieckim, w Polsce. Znajduje się niedaleko miejscowości Czachówek, która położona jest w gminie Góra Kalwaria.

## Ruch pasażerski[2]
| Rok  | Wymiana pasażerska na dobę |
| ---- | -------------------------- |
| 2017 | 20-49                      |
| 2018 | 20-49                      |
| 2019 | 50-99                      |
| 2020 | 50-99                      |
| 2021 | 50-99                      |
| 2022 | 50-99                      |
| 2023 | 50-99                      |

## Krótki opis
Na przystanku zlokalizowano dwa jednokrawędziowe perony o długości 200 metrów każdy.

## Dojazd
Do przystanku można się dostać linią L30 (niekursującą w soboty i święta), wysiadając na przystanku Czachówek-Las. Dawniej do przystanku można było dostać się, przesiadając się na przystanku Czachówek Środkowy.

## Połączenia
Ze stacji można dojechać elektrycznymi pociągami podmiejskimi do Skarżyska-Kamiennej, Radomia, Piaseczna oraz Warszawy.
| Linia | Przewoźnik         | Trasa |
| R8    | Koleje Mazowieckie | W-wa Wschodnia – W-wa Śródmieście – W-wa Zachodnia – W-wa Służewiec – Piaseczno – Czachówek Górny – Czachówek Płd. – Radom – Skarżysko-Kamienna |

## Galeria

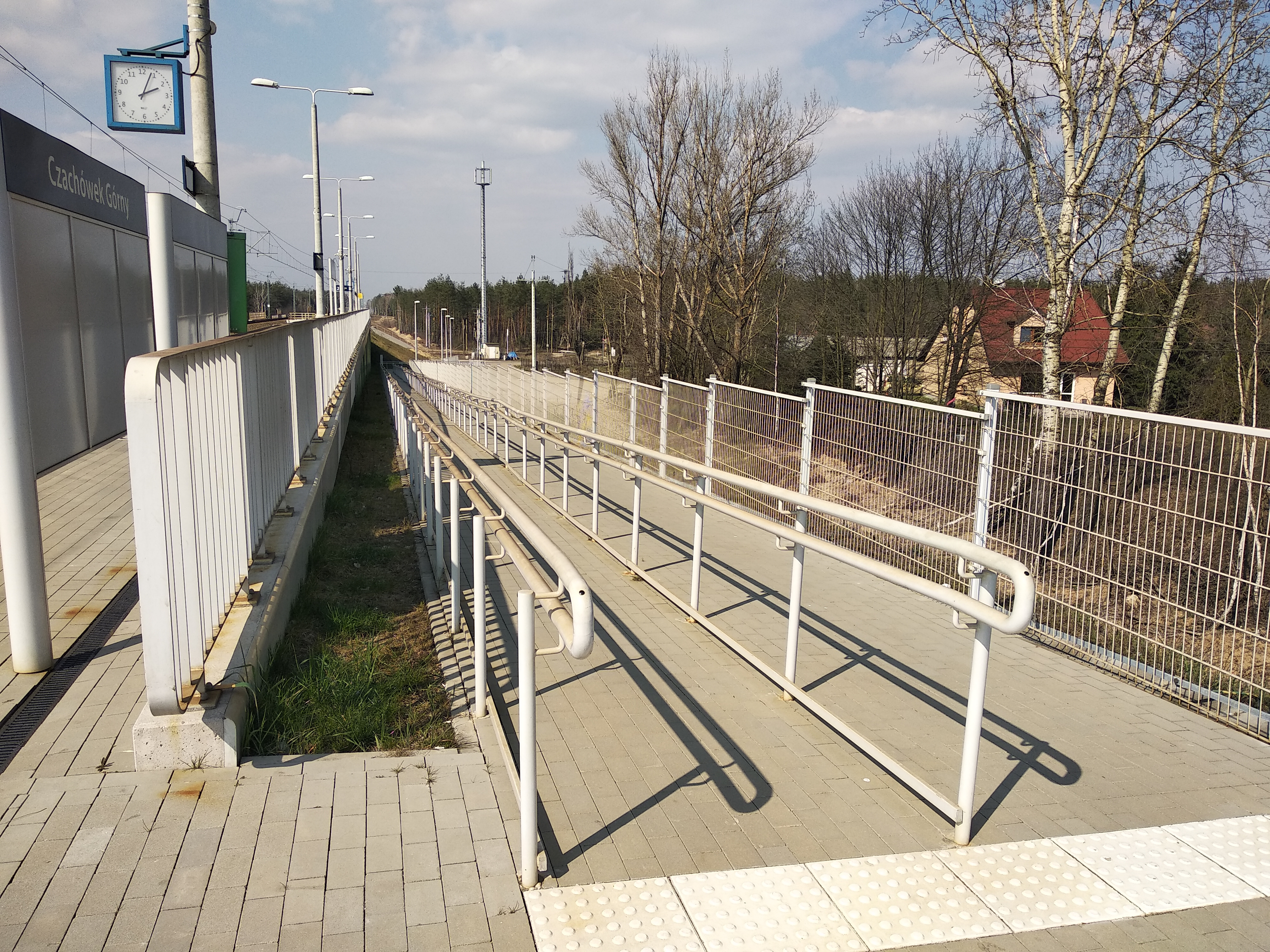
Pochylnia prowadząca z Bronisławowa na peron drugi przystanku
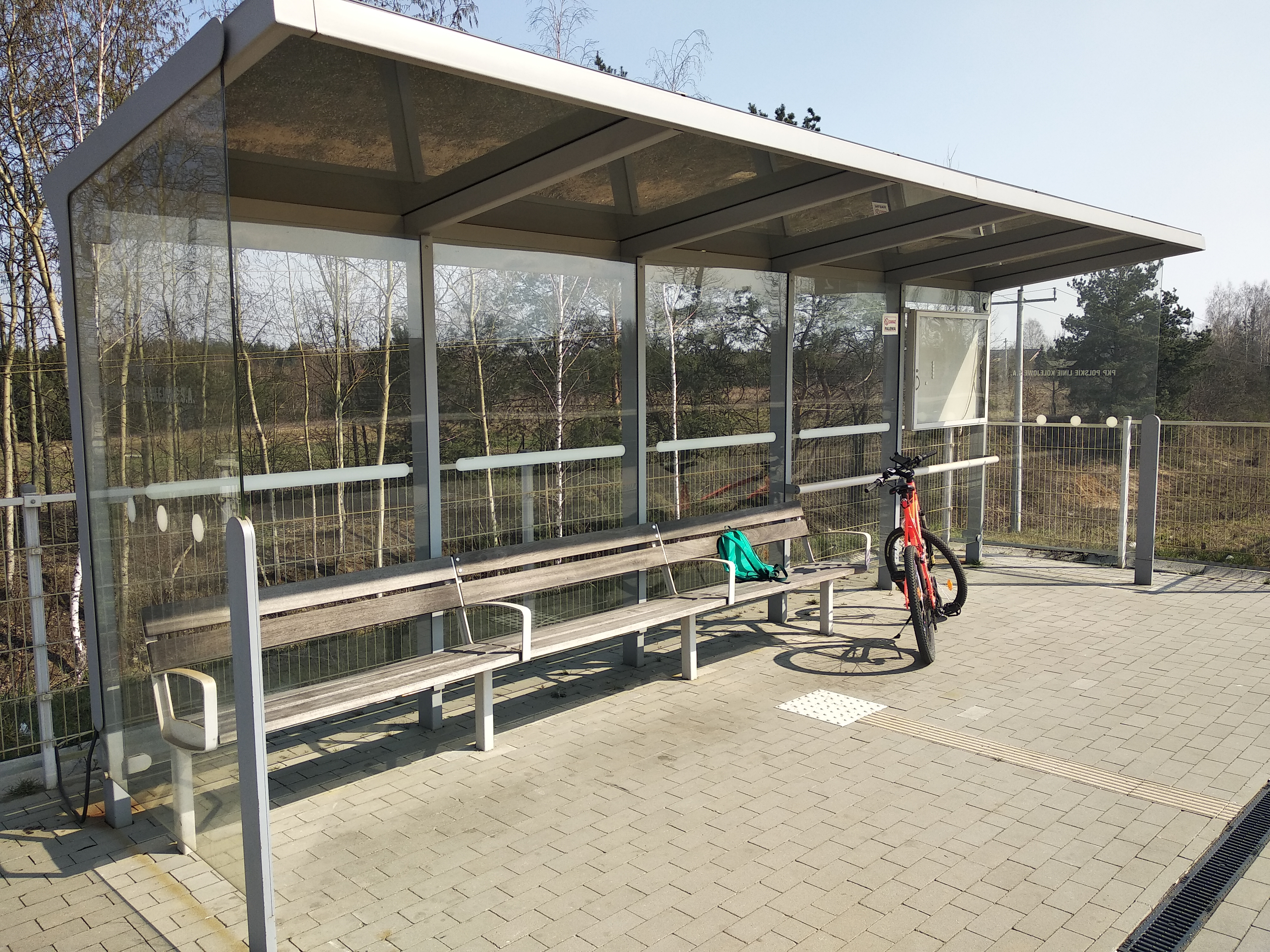
Wiata przystankowa na peronie drugim.
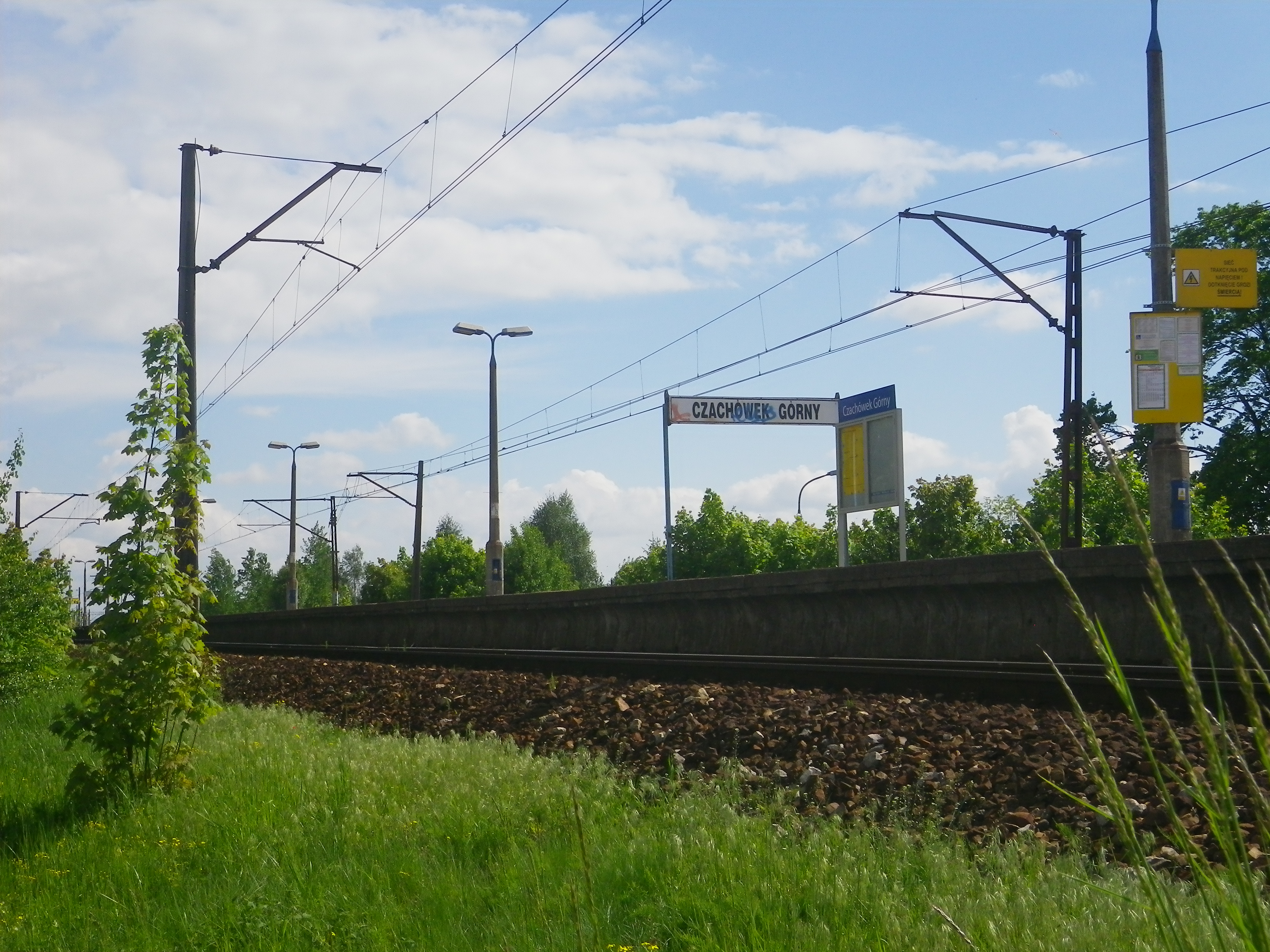
Dawny peron przystanku (2014)